# Perl Compatible Regular Expressions
Perl Compatible Regular Expressions (PCRE) je softwarová knihovna v jazyce C implementující práci s regulárními výrazy. Napsal ji Philip Hazel inspirován rozhraním Perlu, nicméně kompatibilita s perlovskými regulárními výrazy není úplná ani jedním směrem. Kompatibilita je nevalná i vzhledem k různým jiným starším implementacím regulárních výrazů, přičemž platí, že PCRE je spíš mocnější nástroj než klasičtější implementace, například než POSIXové regulární výrazy.
V lednu 2015 byla vydána verze 10.0 s nekompatibilními změnami API knihovny pod „upgradovaným” názvem PCRE2.
PCRE používá řada populárních svobodných programů, například HTTP server Apache, GLib, KDE, a programovací jazyky Ruby, PHP a R, ovšem vzhledem k tomu, že je uvolněný pod BSD licencí, může být bez problémů používán i proprietárním softwarem.